# Eissodun
Eissodun (en francès Issoudun-Létrieix) és una comuna (municipi) de França, a la regió de la Nova Aquitània, departament de la Cruesa, al districte de Lo Buçon i cantó de Charnalhas.
La seva població al cens de 1999 era de 277 habitants. Està integrada a la Communauté de communes de Chénérailles.

## Demografia
| 1968 | 1975 | 1982 | 1990 | 1999 |
| ---- | ---- | ---- | ---- | ---- |
| 452  | 387  | 341  | 287  | 277  |

## Administració
| Període | Identitat               | Partit |
| ------- | ----------------------- | ------ |
| 2001-   | Madame Dominique Latour | UMP    |